# アメリカマムシ属
アメリカマムシ属（アメリカマムシぞく、Agkistrodon）は、爬虫綱有鱗目クサリヘビ科に含まれる属。

## 分布
アメリカ合衆国、エルサルバドル、コスタリカ、ニカラグア、ホンジュラス、メキシコ

## 形態
最大種はヌママムシで最大全長190センチメートル。頭部背面は計9枚（鼻孔の間の鱗＜鼻間板＞2枚、前額板2枚、額を被う鱗＜額板＞1枚、眼上部を被う鱗（眼上板）2枚、頭頂板2枚）の鱗で被われる。上側頭骨は後頭骨よりも後方に突出する。

## 分類
以前は本属Agkistrodonに東アジアに分布する種も含まれ、マムシ属とされていた。ミトコンドリアDNAの分子系統学的解析から、北アメリカ大陸に分布する種は東アジアに分布する種よりも同所的に分布するヤジリハブ属やガラガラヘビ属などに近縁であると推定された。そのため本属に北アメリカ大陸に分布する種を残して、東アジアに分布する種はマムシ属Gloydiusとして分割された。
- Agkistrodon bilineatus クマドリマムシ Cantil
- Agkistrodon contortrix カパーヘッド Copperhead
- Agkistrodon piscivorus ヌママムシ Cottonmouth

## 生態
森林、水辺などに生息する。
食性は動物食で、魚類、両生類、爬虫類、鳥類やその卵、小型哺乳類、昆虫などを食べる。
繁殖形態は胎生。

## 画像

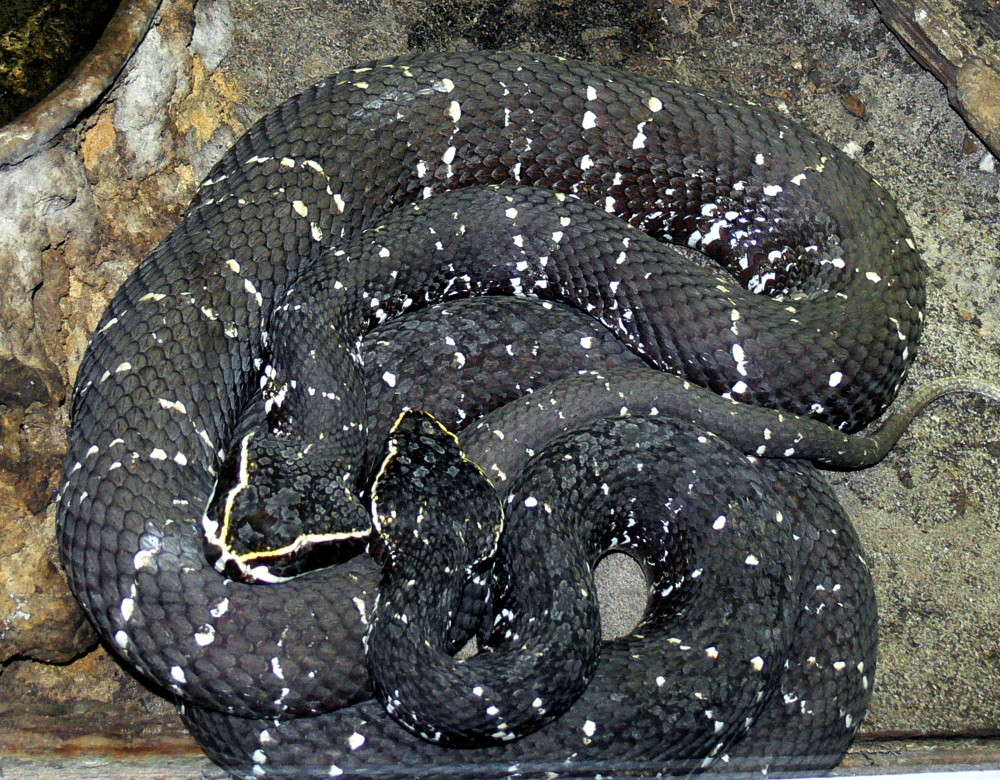
クマドリマムシ A. bilineatus
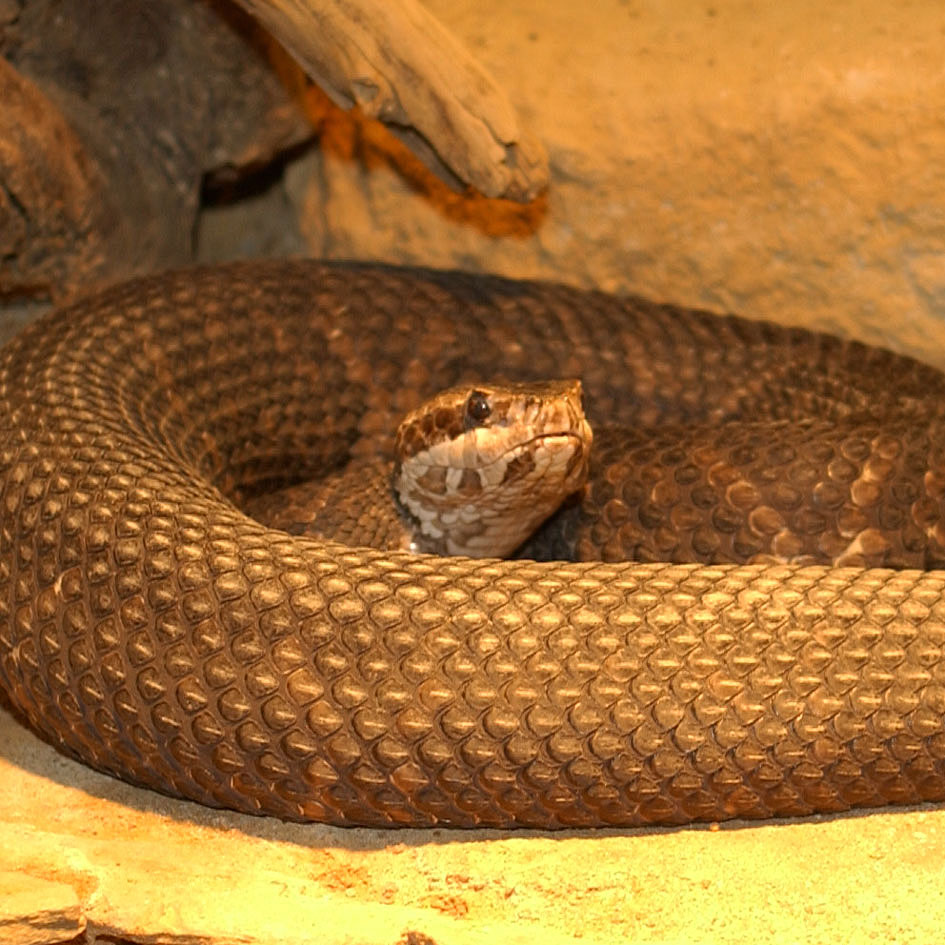
ヌママムシ A. piscivorus